# Casa do Artesão de Corumbá
A Casa do Artesão de Corumbá é uma entidade localizada em Corumbá, em MS.
Mais de 30 artesãos expõem suas peças neste local e utilizam pele de peixes, madeira, argila, salsaparrilha, taboa, água-pé, jornais, sementes e etc.

## Histórico
O prédio que hoje funciona a Casa do Artesão de Corumbá Foi restaurado pela primeira vez em 1893, mas não registros de sua construção.
Funcionou de 1905 a 1970 como presídio Estadual e por cinco anos ficou desativado. Foi revitalizado para ser inaugurado em 29 de setembro de 1975 como Pro-sol - Promoção Social.
Quando o estado foi desmembrado passou a ser conhecida como Casa do Artesão.

## Dependências
Possui oficinas com especialidade em:
- Salsaparrilha
- Associação Amor Peixe (Confecção de artefatos com couro de peixe da região)
- Oficina da viola-de-cocho
- Galeria de artes plásticas do artista Jorapimo
- Sala de exposição dos trabalhos indígenas - Terenos (argila e taboa)
- Exposição e venda de licores de frutas da região